# 潘錡
潘錡（1481年—？），字希和，直隸徽州府婺源縣人，民籍，明朝政治人物。

## 生平
正德五年（1510年）庚午科應天府鄉試第一百十五名舉人。正德六年（1511年）中式辛未科會試第二百二十六名，登第三甲第一百七十六名進士。未仕卒。

## 家族
曾祖潘勤成；祖父潘炯資，曾任□；父潘瑛，母胡氏。永感下。